# 格線紙
格線紙，是一种印有格子或線條分割頁面的紙，如裝訂成冊則稱為格線簿。常見類型有单行紙、雙行紙、田字格紙、方格紙、繪圖紙、原稿紙等。常用于学生作业（經常裝訂成練習簿）、草稿等文字书写。